# Библиотека „Бранко Радичевић” Лебане
Библиотека „Бранко Радичевић“ у Лебану је јавна библиотека општине Лебане. Своју основну делатност библиотека обавља кроз стручни рад својих одељења. Библиотека располаже фондом од близу 37000 публикација и има око 1000 чланова.

## Историјат
Библиотека „Бранко Радичевић“ у Лебане|Лебану непрекидно ради 70 година, али је традиција њеног постојања, по казивању старијих мештана Лебана и дужа. Почетак организованог прикупљања књига и издавања публикација на овом подручју датира из ранијег периода.
О почетку рада Библиотеке говоре први документи којима Библиотека располаже, а потичу из 1947/48 године. Необични су били услови у којима је Библиотека настала и развијала се. Основана је залагањем уског круга људи. Није имала сталну зграду, а њен књижни фонд у почетку није бројао више од хиљаду књига. Захваљујући помоћи Боре Ковачевића, тадашњег студента медицине, Јелице Илић, као и поклонима институција и појединаца, књижни фонд је брзо попуњен. Убрзо после тога Библиотека добија просторију у кући чији су власници у то време били браћа Ћирић, Света и Блашко (пореклом Грци) у садашњој улици Цара Душана. На вратима куће писало је: „ Зрно знања боље се пробија од челичног зрна“. Касније Библиотека добија просторије у кући Дине Поповића - банкара (у садашњој улици Цара Душана). Први књижничари били су брачни пар Јелена и Јосиф. Библиотека је имала и три истурена одељења, у Бошњацу, Бувцу и Прекопчелици. Године 1965. Библиотека добија Дечје одељење, Одељење за одрасле са читаоницом, магацински простор и канцеларије у згради где је био смештен Раднички универзитет „Вукајло Кукаљ“. Почетком 1976. године долази до интеграције са Радничким универзитетом „Вукајло Кукаљ“ и КУД „Бранко Радичевић“. Јуна месеца, исте године, Лебане је поплављено и том приликом уништен је скоро цео књижни фонд (око 23.000 књига) а библиотечке просторије су потпуно онеспособљене за даљи рад. У периоду санације последица поплаве, изграђен је Дом културе са просторијама за Библиотеку.
Библиотека се преселила у Дом културе 1977. године (8. новембар) са новом поставком фондова, одељења и служби. Сабирном акцијом (поклонима) и удруживањем средстава са РЗК (Републичка заједница културе), комплетиран је потпуно нов књижни фонд. У 1979.ој години фонд броји 7500 књига.
Током своје историје Библиотека је радила више као самостална установа. У саставу Дома културе функционисала је 22 године. Статус самосталне радне организације добила је одлуком СО Лебане на седици одржаној 27.02.1998. године и добила назив: Библиотека „ Бранко Радичевић“.

### Директори и управници Библиотеке
Успону Библиотеке и обогаћивању садржаја њеног рада допринели су директори (управници) Библиотеке у периоду од 1954—2017. године.
1. Гојко Младеновић (1954-1979)]
2. Данило Ружић (1979-1995)
3. Слободан Митић
4. Синиша Трајковић
5. Гордана Миљковић
6. Душко Цветанови]ћ
7. Влада Ивковић
8. Зоран Филиповић
9. Јасмина Тошић
10. Михајло Илић
11. Татјана Петровић

#### Почасни члан Библиотеке
Библиотека од 2012. године има почасног члана Стевана Ђорђевића, професора доктора правних наука из Београда.

## Организација Библиотеке
Своју основну делатност Библиотека обавља кроз рад
- Одељења за одрасле
- Дечјег одељење

У Библиотеци постоји Завичајни фонд, фонд серијских публикација и референсна збирка.

## Простор
Библиотека располаже простором од 300 m². Смештена је у спратном и приземном делу зграде Дома културе, у самом центру Лебана. У приземљу зграде, на површини од 30 m2 смештено је Дечје одељење са малом читаоницом. Библиотека поседује читаоницу са 16 корисничких места и Електонску читаоницу са два корисничка места. Неактуелну грађу одлаже у магацински простор од 9 m2.

## Кадрови
У Библиотеци, поред директора, ради пет стручних радника (три дипломирана библиотекара и два књижничара) и један хигијеничар. Два стручна радника, са положеним стручним испитом, стекла су лиценце за креирање библиографских записа (каталогизацију) у оквиру система COBISS и поседују потврде за рад у сегменту COBISS3/позајмица. Сви стручни радници Библиотеке имају привилегије за преузимање записа из узајамног каталога и оспособљени су за примену аутоматизације позајмице у систему COBISS.

## Обрада библиотечке грађе
Библиотека је од марта 2013. године постала чланица Система узајамне каталогизације COBISS, чиме је постала сегмент Пројекта виртуелна Библиотека Србије (ВБС) и припремила се за трансформацију у савремени библиотечко-информациони центар, као део јединственог библиотечког система у Србији.
Све приновљене монографске публикације каталогизују се у COBISS -у чиме се ствара нова електронска база података. Стручна обрада публикација извршена је у складу са прописима и правилима која важе у библиотечко-информационој делатности и након тога целокупна грађа Библиотеке стављена је на располагање читаоцима. У електронском каталогу налазе се укупно 34260 обрађене јединице, што представља више од 90% укупног фонда Библиотеке.

## Културни програм
Библиотека има развијену мрежу културно-образовне делатности која се базира на програмима и посебним програмским облицима најчешће у виду колективних посета деце предшколског и школског узраста. Библиотека је организовала и разноврсне програме са циљем популарисања књиге и читања, сусрете са књижевним ствараоцима, изложбе књига, слика, трибине, предавања, поетско-музичке вечери. Представљени су и завичајни и локални аутори.
У Библиотеци постоји Дечја драмска секција „Пчелице" која припрема сценске игре за предшколце и ђаке прваке. Чланови драмске секције су ученици ОШ "Радован Ковачевић Максим" и ОШ "Вук Караџић" из Лебана. У реализацији поетско-музичких вечери учествују ученици Гимназије из Лебана који су чланови рецитаторске секције у Библиотеци.